# La scarpetta di vetro
La scarpetta di vetro (The Glass Slipper) è un film del 1955 di genere musical diretto da Charles Walters e prodotto da Edwin H. Knopf per la MGM.
Diretto da Charles Walters su sceneggiatura di Helen Deutsch, è basato sulla fiaba di Cenerentola. Protagonisti sono Leslie Caron, Michael Wilding, Elsa Lanchester e Estelle Winwood.

## Trama
Stella (in originale Ella), spesso schernita con il nome di Cenerentola o con quello di , è una fanciulla sola ed incompresa che vive in un piccolo principato d'Europa. Un'orfana ormai quasi schiava della sua cattiva matrigna, la crudele Vedova Sonder, e delle sue sorellastre, Verbena (Birdena) e Serafina, Stella viene evitata dalla gente del villaggio per il suo carattere ribelle e per il suo continuo ripetere che un giorno sarà lei a vivere nel castello (come una vecchia zingara aveva predetto a sua madre prima che morisse, tre anni prima).
Intanto il Principe Carlo (Charles), figlio del Duca che governa il principato, dopo aver studiato all'Università di Parigi per molti anni, è finalmente di ritorno e il padre, felice di riaverlo a casa, proclama tre giorni di grandi festeggiamenti in tutto il regno, coronati da un ballo di gala la sera del terzo giorno.
Carlo, sfilando per le strade del paesino, ricorda una bambina, vista tempo prima, disperata e con gli occhi in lacrime. Stella, dopo l'ennesima lite con la matrigna a proposito del Principe, si rifugia nel bosco nel suo posto preferito, un ruscello che scorre nei terreni del palazzo reale. Qui la fanciulla incontra l'eccentrica Madame Toquet, una vecchia vedova (che in realtà é una fata) che tutti credono pazza, e che diventa sua amica.
Il giorno dopo Stella fa ritorno al laghetto sperando di incontrare di nuovo Madame Toquet, ma questa volta trova Carlo e il suo amico Kovin sdraiati sul prato. I due dicono ad Stella di abitare a palazzo, ma di essere semplici servitori. Carlo riconosce in Stella la bambina disperata dei suoi ricordi, e cerca di parlarle. Ma la giovane, credendo che voglia prenderla in giro, lo spinge involontariamente dentro il laghetto, fuggendo poi per la vergogna.
Carlo rimane incantato da Stella, e chiede a Kovin di chiedere alla gente del paese notizie su di lei.
La ricca cugina LouLou, poco dopo, viene a fare visita a casa Sonder. La matrigna fa di tutto per rendere Stella presentabile, ma la fanciulla, seppur vestita decorosamente, è senza scarpe.
Ricordando di averle dimenticate al ruscello, Stella torna nel bosco e ritrova Carlo ad attenderla, con le sue scarpe in mano. Stella si scusa per averlo spinto nell'acqua, mentre Carlo chiede perdono per aver ferito i suoi sentimenti. Poi le consegna un invito per il ballo, scoprendo che Stella non sa ballare. Carlo le apprende i passi di diverse danze per poi baciarla improvvisamente. Stella, esterrefatta, fugge senza dire una parola.
La sera del ballo, dopo che la Vedova Sonder, Verbena e Serafina sono uscite di casa, Madame Toquet arriva per aiutare Stella, portando con sé un bellissimo abito da sera e un paio di preziose scarpette di vetro, "prese in prestito" per l'occasione. Provvede anche alla carrozza, ma avvisando Stella che dovrà tornare a casa prima di mezzanotte.
Al castello, la fanciulla accetta con gentilezza gli inviti a ballare di diversi cavalieri, ma cercando ad ogni occasione di raggiungere le cucine e ritrovare Carlo. Il Principe, quando la vede, la invita a ballare e le rivela la sua identità. Stella è senza parole nel trovarsi tra le braccia del Principe in persona.
Gli invitati, non conoscendola, si chiedono chi sia, arrivando alla conclusione che sia una straniera di nobili origini, probabilmente Egiziana per la sua pelle abbronzata e i capelli corti.
Quando l'orologio batte la mezzanotte, Stella fugge dal castello, perdendo nella corsa una delle scarpette di vetro. Il Principe, raccolta la calzatura, informa il padre di voler sposare la fanciulla con cui aveva danzato, dicendo che era una Principessa del lontano Egitto.
La mattina successiva tutto il paese sapeva che il Principe avrebbe sposato una Principessa Egiziana. Quando Stella sentì il pettegolezzo, ne rimase sconvolta. Decisa a fuggire, raccolte le sue cose, compresa la scarpetta di vetro rimasta, si reca al ruscello, nella speranza di vedere Madame Toquet e dirle addio.
Qui, seduta in lacrime, Stella sente una voce familiare dietro di sé: il Principe, con la scarpetta tra le mani, le si avvicina e le dice che quella preziosa calzatura avrebbe calzato solo il piedino della sua futura sposa. I due, ritrovatisi, tornano al palazzo in groppa al cavallo di Carlo, per sposarsi e vivere felici e contenti e Madame Toquet felice per Stella ritorna dove era venuta.

## Colonna sonora
La colonna sonora è stata composta da Bronislau Kaper e diretta da Miklós Rózsa, con l'orchestrazione di Robert Franklyn. Ulteriori registrazioni vennero aggiunte con la collaborazione di Johnny Green. Helen Deutsch scrisse le parole della canzone Take My Love, in seguito musicata da Kaper. La voce cantante dell'attore Michael Wilding è in realtà quella di Gilbert Russell.
La coreografia del balletto è di Roland Petit.

## Personaggi
- Stella / Cenerentola: È una dolce fanciulla che viene maltrattata dalla matrigna e dalle sorellastre e viene anche derisa dagli abitanti del villaggio che la chiamano sempre Cenerentola, a causa di questo Stella ha anche un carattere forte e si difende e si ribella agli insulti. Nonostante questo, non perde mai la speranza di un futuro migliore, e finisce per innamorarsi del Principe Carlo che alla fine sposerà diventando principessa.
- Principe Carlo: È il figlio del duca che si innamora di Stella per il suo carattere forte e la sua dolcezza e alla fine la sposa.
- Madame Toquet: È una ricca vedova che vive nei boschi, tutti la credono pazza perché prende in prestito degli oggetti e perché viene al villaggio solo di notte, diventa l'unica amica di Stella cercando di aiutarla e di darle qualche prezioso consiglio, in realtà è una fata infatti aiuta la protagonista ad andare al ballo senza rivelare che è una fata e quando Stella realizza il suo sogno ritorna da dove è venuta.
- Vedova Sonder: È la matrigna di Stella, è malvagia e crudele, maltratta la protagonista trattandola come una serva.
- Verbena e Serafina: Sono le sorellastre di Stella viziate e capricciose.
- Kovin: Amico di Carlo.
- Il Duca: Regnate del regno e padre di Carlo.
- Cugina LouLou: È la cugina ricca della Vedova Sonder viene venerata da lei e dalle sue figlie perché vorrebbero che lasciasse a loro i suoi averi.